# Христо Младенов
 Тази статия е за футболиста и футболния треньор.  За кмета на Дупница вижте Христо Младенов (Кмет на Дупница).  
Христо Младенов е български футболист и треньор по футбол. Роден е на 7 януари 1928 г., починал на 24 август 1996 г.

## Състезателна кариера
Играе в Ботев (Монтана), Спартак (Враца) и БЕАЦ (Унгария).

## Треньорска кариера
Завършил е Висше физкултурно образование в Будапеща. Треньор на Спартак (Плевен) през 1954 г., Левски през 1964, 1980 и 1981 г., Спартак (София) през 1960/1961 г., Берое от 1970 до 1972 и през 1975 г., Славия от 1978 до 1980 г. (носител на купата през 1980 г.), Феиренсе, Белененсеш и Сливен.
Треньор е на националния отбор от 1972 до 1974 г. (включително на СП-74), през 1976 – 1977 г. и през 1986 – 1987 г. – общо в 50 мача. Спокоен, уравновесен и хладнокръвен наставник, който залага на дисциплината.